# Трэверс, Мэри
Мэри Эллин Трэверс (англ. Mary Allin Travers; 9 ноября 1936, Луисвилл, Кентукки — 16 сентября 2009, Данбери, Коннектикут) — американская певица, работавшая в жанре фолк-рока в составе группы Peter, Paul and Mary.

## Биография
Родилась 9 ноября 1936 года, Луисвилл, Кентукки. Её родители (Robert Travers и Virginia Coigney) были журналистами. В 1938 году их семья переехала в Нью-Йорк в Гринвич-Виллидж.
Первые три брака Трэверс закончились разводами: [1. ? (супруги в 1958—1960), 2. Barry Feinstein (в 1963—1968), 3. Gerald Taylor (в 1969—1975 годах)]. В 1991 году её 4-м мужем стал Ethan Robbins. Имела двух дочерей: Erika Marshall (род.1960, Naples FL) и Alicia Travers (род.1965, Greenwich CT).
Умерла от лейкемии 16 сентября 2009 года, Danbury, Коннектикут (диагноз был поставлен ещё в 2005 году, но пересадка костного мозга и химиотерапия задержали развитие болезни).

## Peter, Paul & Mary
Мэри Трэверс вместе с Питером Ярроу (Peter Yarrow, род. 31 мая 1938) и Ноэлем Стуки (Noel «Paul» Stookey, род. 30 декабря 1937) в начале 1960-х объединились в группу при поддержке продюсера и менеджера Альберта Гроссмана. Группа стала одной из самых популярных фолк-групп в истории.
Их дебютный одноимённый альбом («Peter, Paul and Mary») содержал такие хиты как «Lemon Tree» и «If I Had A Hammer» и поэтому сразу стал № 1 в хит-параде Billboard 200. Альбом 10 месяцев провел в горячей десятке и два года — в Топ 20. Два других альбома (оба — 1963) — «Moving» и «In The Wind» — стали № 2 и № 1 в хит-параде США. Наибольший успех был достигнут группой в ноябре 1963-го, когда все три их альбома вошли в лучшую шестерку «Billboard».
Среди известных хитов группы — «Lemon Tree», «Leaving on a Jet Plane» (№ 1 в США в 1969, Billboard Hot 100) и «Puff, The Magic Dragon» (№ 2 в 1963).
После распада группы в 1970 году они воссоединились в 1978 году.

## Общественная активность
Их музыкальная деятельность сочеталась с активным участием в общественно-политической жизни, они выступали на стороне защитников прав чернокожих американцев и против войны во Вьетнаме. Песня «If I Had a Hammer» в их исполнении стала гимном борьбы за расовое равенство.
В августе 1963 года на знаменитом марше протеста в Вашингтоне они одними из первых поддержали начинающего певца Боба Дилана, исполнив его песню «Blowing in the Wind».

## Награды
Вместе с группой Peter, Paul and Mary была удостоена пяти наград Грэмми (Grammy).
В 2006 году Мэри вместе со всем трио получила награду «Lifetime Achievement» от организации «Songwriters Hall of Fame».

## Сольная дискография
- Mary, Warner Bros., 1971
- Morning Glory, Warner Bros., 1972
- All My Choices, Warner Bros., 1973
- Circles, Warner Bros., 1974
- It’s In Everyone of Us, Chrysalis, 1978